# 4D
4D (или 4-D) филмът е маркетингов термин, който всъщност съчетава 3D филм с физически ефекти, които се представят в киното в синхрон с филма. Имайте предвид, че 4D филмите всъщност не представляват четири измерения в геометричния смисъл на думата. Тъй като физическите ефекти са скъпи за инсталация, 4D филмите най-често са представяни в специални кина в увеселителни паркове. Въпреки това, някои кина имат възможността да предоставят 4D версии на широко популярни 3D филми като например „Пътешествие до центъра на Земята“ (2008) и Аватар (2009).
Симулираните ефекти за 4D филмите могат да включват: дъжд, вятър, светлина и вибрация. Седалките в 4D помещенията могат да вибрират или да се движат до няколко инча по време на филма. Други чести ефекти за седалките могат да бъдат: въздушни дюзи, воден спрей и побутване по гърба или краката. Ефектите на кино залата могат да бъдат: дим, дъжд, светкавица, водни мехурчета и специални миризми (примерно на фойерверки).
4D филмите биват представяни и като 5D, 6D и 7D, за да подчертаят разнообразието и уникалността на ефектите в киното. Въпреки това, няма утвърден стандарт, който да класифицира филмите или апликациите.